# Cordyline casanovae
Cordyline casanovae là một loài thực vật có hoa trong họ Măng tây. Loài này được Linden ex André mô tả khoa học đầu tiên năm 1874.